# European Championships 2022/Teilnehmer (Serbien)
| Gelbes Symbol für Goldmedaillen mit stilisierten Olympischen Ringen | Graues Symbol für Silbermedaillen mit stilisierten Olympischen Ringen | Braundes Symbol für Bronzemedaillen mit stilisierten Olympischen Ringen |
| ------------------------------------------------------------------- | --------------------------------------------------------------------- | ----------------------------------------------------------------------- |
| 1                                                                   | 2                                                                     | 1                                                                       |

Serbien nahm mit 51 Athleten (34 Männer, 17 Frauen) an den European Championships 2022 in München teil.

## Medaillen

### Medaillenspiegel
| Rang   | Sportart       | Gold | Silber | Bronze | Gesamt |
| ------ | -------------- | ---- | ------ | ------ | ------ |
| 1      | Leichtathletik | 1    | 2      | 1      | 4      |
| Gesamt | Gesamt         | 1    | 2      | 1      | 4      |

### Medaillengewinner
| Name/n           | Sportart       | Wettkampf   |
| ---------------- | -------------- | ----------- |
| Gold             |                |             |
| Ivana Vuleta     | Leichtathletik | Weitsprung  |
| Silber           |                |             |
| Armin Sinančević | Leichtathletik | Kugelstoßen |
| Adriana Vilagoš  | Leichtathletik | Speerwurf   |
| Bronze           |                |             |
| Angelina Topić   | Leichtathletik | Hochsprung  |

## Teilnehmer nach Sportarten

### Kanurennsport
| Athleten                                                           | Wettbewerb | Vorlauf      | Vorlauf | Vorlauf       | Halbfinale   | Halbfinale | Halbfinale    | Finale        | Finale        | Rang |
| Athleten                                                           | Wettbewerb | Zeit         | Rang    | Qualifikation | Zeit         | Rang       | Qualifikation | Zeit          | Rang          | Rang |
| ------------------------------------------------------------------ | ---------- | ------------ | ------- | ------------- | ------------ | ---------- | ------------- | ------------- | ------------- | ---- |
| Frauen                                                             |            |              |         |               |              |            |               |               |               |      |
| Tijana Arsić                                                       | C-1 200 m  | 50,928 s     | 5       | Halbfinale    | 50,714 s     | 8          | –             | ausgeschieden | ausgeschieden | 14   |
| Milica Novaković                                                   | K-1 200 m  | 44,261 s     | 6       | Halbfinale    | 43,364 s     | 6          | –             | ausgeschieden | ausgeschieden | 12   |
| Marija Dostanić                                                    | K-1 500 m  | 1:58,697 min | 4       | Halbfinale    | 1:54,054 min | 4          | B-Finale      | 1:57,301 min  | 2             | 11   |
| Kristina Bedeč                                                     | K-1 1000 m | 4:10,453 min | 5       | Halbfinale    | 4:11,034 min | 2          | Finale        | 4:10,555 min  | 8             | 8    |
| Kristina Bedeč                                                     | K-1 5000 m | —            | —       | —             | —            | —          | —             | 22:58,980 min | 5             | 5    |
| Kristina Bedeč Marija Dostanić                                     | K-2 500 m  | 1:51,940 min | 2       | Halbfinale    | 1:44,729 min | 3          | A-Finale      | 1:45,511 min  | 9             | 9    |
| Männer                                                             |            |              |         |               |              |            |               |               |               |      |
| Marko Novaković                                                    | K-1 200 m  | 36,001 s     | 3       | Finale        | –            | –          | –             | 37,086 s      | 4             | 4    |
| Bojan Zdelar                                                       | K-1 500 m  | 1:41,909 min | 1       | A-Finale      | –            | –          | –             | 1:39,489 min  | 4             | 4    |
| Bojan Zdelar                                                       | K-1 1000 m | 3:40,864 min | 2       | Halbfinale    | 3:35,276 min | 2          | A-Finale      | 3:34,959 min  | 6             | 6    |
| Marko Novaković Vladimir Torubarov                                 | K-2 200 m  | 32,084 s     | 2       | Finale        | –            | –          | –             | 32,755 s      | 8             | 8    |
| Strahinja Stefanović Stefan Vekić                                  | K-2 500 m  | 1:34,076 min | 2       | Halbfinale    | 1:31,401 min | 4          | B-Finale      | 1:32,913 min  | 3             | 12   |
| Anđelo Džombeta Ervin Holpert                                      | K-2 1000 m | 3:17,278 min | 2       | Finale        | –            | –          | –             | 3:19,249 min  | 5             | 5    |
| Anđelo Džombeta Marko Novaković Stefan Vrdoljak Vladimir Torubarov | K-4 500 m  | 1:21,329 min | 2       | Finale        | –            | –          | –             | 1:23,250 min  | 8             | 8    |
| Milenko Zorić Mihajlo Subotić Marko Subotić Branko Lagundžić       | K-4 1000 m | —            | —       | —             | —            | —          | —             | 2:55,811 min  | 4             | 4    |
| Vuk Radovanović                                                    | KL-2 200 m | 49,323 s     | 3       | Finale        | –            | –          | –             | 47,044 s      | 8             | 8    |
| Strahinja Bukvić                                                   | KL-3 200 m | —            | —       | —             | —            | —          | —             | 46,060 s      | 8             | 8    |

### Leichtathletik
Laufen und Gehen
| Athleten        | Wettbewerb   | Vorlauf | Vorlauf | Halbfinale    | Halbfinale    | Finale        | Finale        | Rang |
| Athleten        | Wettbewerb   | Zeit    | Rang    | Zeit          | Rang          | Zeit          | Rang          | Rang |
| --------------- | ------------ | ------- | ------- | ------------- | ------------- | ------------- | ------------- | ---- |
| Frauen          |              |         |         |               |               |               |               |      |
| Milana Tirnanić | 100 m        | 11,57 s | 14      | DSQ           | DSQ           | ausgeschieden | ausgeschieden | DSQ  |
| Anja Lukić      | 100 m Hürden | 13,63 s | 19      | ausgeschieden | ausgeschieden | ausgeschieden | ausgeschieden | 31   |
| Männer          |              |         |         |               |               |               |               |      |
| Boško Kijanović | 400 m        | 45,75 s | 8       | 45,88 s       | 14            | ausgeschieden | ausgeschieden | 14   |
| Elzan Bibić     | 5000 m       | —       | —       | —             | —             | 13:39,60 min  | 18            | 18   |
| Luka Trgovčević | 110 m Hürden | 14,01 s | 21      | ausgeschieden | ausgeschieden | ausgeschieden | ausgeschieden | 31   |

Springen und Werfen
| Athleten             | Wettbewerb  | Qualifikation | Qualifikation | Finale        | Finale        | Rang   |
| Athleten             | Wettbewerb  | Weite/Höhe    | Rang          | Weite/Höhe    | Rang          | Rang   |
| -------------------- | ----------- | ------------- | ------------- | ------------- | ------------- | ------ |
| Frauen               |             |               |               |               |               |        |
| Angelina Topić       | Hochsprung  | 1,87 m        | 1             | 1,93 m        | 3             | Bronze |
| Milica Gardašević    | Weitsprung  | 6,83 m        | 3             | 6,52 m        | 7             | 7      |
| Ivana Vuleta         | Weitsprung  | 6,67 m        | 4             | 7,06 m        | 1             | Gold   |
| Dragana Tomašević    | Diskuswurf  | 55,51 m       | 20            | ausgeschieden | ausgeschieden | 20     |
| Adriana Vilagoš      | Speerwurf   | 57,70 m       | 9             | 62,01 m       | 2             | Silber |
| Männer               |             |               |               |               |               |        |
| Lazar Anić           | Weitsprung  | 7,86 m        | 4             | 7,37 m        | 11            | 11     |
| Strahinja Jovančević | Weitsprung  | 7,34 m        | 19            | ausgeschieden | ausgeschieden | 19     |
| Asmir Kolašinac      | Kugelstoßen | 19,99 m       | 11            | 20,15 m       | 8             | 8      |
| Armin Sinančević     | Diskuswurf  | 21,82 m       | 1             | 21,39 m       | 2             | Silber |

### Radsport

#### Straße
| Athleten    | Wettbewerb       | Zeit         | Rang |
| ----------- | ---------------- | ------------ | ---- |
| Frauen      |                  |              |      |
| Jelena Erić | Straßenrennen    | 3:02:32 h    | 87   |
| Männer      |                  |              |      |
| Ognjen Ilić | Einzelzeitfahren | 29:13,33 min | 23   |

### Rudern
| Athleten                              | Wettbewerb             | Vorlauf     | Vorlauf | Vorlauf        | Hoffnungslauf | Hoffnungslauf | Hoffnungslauf  | Halbfinale  | Halbfinale | Halbfinale    | Finale        | Finale        | Rang          |
| Athleten                              | Wettbewerb             | Zeit        | Platz   | Qualifikation  | Zeit          | Platz         | Qualifikation  | Zeit        | Platz      | Qualifikation | Zeit          | Platz         | Rang          |
| ------------------------------------- | ---------------------- | ----------- | ------- | -------------- | ------------- | ------------- | -------------- | ----------- | ---------- | ------------- | ------------- | ------------- | ------------- |
| Männer                                |                        |             |         |                |               |               |                |             |            |               |               |               |               |
| Viktor Pivač                          | Einer                  | 8:16,36 min | 4       | Hoffnungslauf  | 8:01,58       | 4             | C/D-Halbfinale | abgesagt    | abgesagt   | abgesagt      | ausgeschieden | ausgeschieden | ausgeschieden |
| Miloš Vasić Martin Mačković           | Zweier ohne Steuermann | 7:11,17 min | 1       | A/B-Halbfinale | –             | –             | –              | 7:05,34 min | 2          | A-Finale      | 7:01,05 min   | 6             | 6             |
| Aleksandar Filipović Aleksandar Beđik | Doppelzweier           | 7:25,72 min | 4       | Hoffnungslauf  | 6:55,86 min   | 1             | A/B-Halbfinale | 6:36,55 min | 2          | A-Finale      | 6:46,57 min   | 4             | 4             |

### Sportklettern
| Athleten   | Wettbewerb | Qualifikation | Qualifikation | Halbfinale | Halbfinale | Finale        | Finale        | Rang |
| Athleten   | Wettbewerb | Punkte        | Rang          | Punkte     | Rang       | Punkte        | Rang          | Rang |
| ---------- | ---------- | ------------- | ------------- | ---------- | ---------- | ------------- | ------------- | ---- |
| Frauen     |            |               |               |            |            |               |               |      |
| Staša Gejo | Bouldern   | 3T5z 8 12     | 7             | 0T2z 0 7   | 18         | ausgeschieden | ausgeschieden | 18   |
| Staša Gejo | Lead       | 15.10         | 25            | 18         | 23         | ausgeschieden | ausgeschieden | 23   |

### Tischtennis
| Athleten                              | Wettbewerb | Gruppenphase            | Gruppenphase | Vorrunde             | Vorrunde | 1. Runde           | 1. Runde      | 2. Runde                                | 2. Runde      | Achtelfinale                         | Achtelfinale  | Viertelfinale | Viertelfinale | Halbfinale    | Halbfinale    | Finale        | Finale        | Rang |
| Athleten                              | Wettbewerb | Gegner                  | Erg.         | Gegner               | Erg.     | Gegner             | Erg.          | Gegner                                  | Erg.          | Gegner                               | Erg.          | Gegner        | Erg.          | Gegner        | Erg.          | Gegner        | Erg.          | Rang |
| ------------------------------------- | ---------- | ----------------------- | ------------ | -------------------- | -------- | ------------------ | ------------- | --------------------------------------- | ------------- | ------------------------------------ | ------------- | ------------- | ------------- | ------------- | ------------- | ------------- | ------------- | ---- |
| Frauen                                |            |                         |              |                      |          |                    |               |                                         |               |                                      |               |               |               |               |               |               |               |      |
| Izabela Lupulesku                     | Einzel     | Freilos                 | Freilos      | Freilos              | Freilos  | Irina Ciobanu      | 3:4           | ausgeschieden                           | ausgeschieden | ausgeschieden                        | ausgeschieden | ausgeschieden | ausgeschieden | ausgeschieden | ausgeschieden | ausgeschieden | ausgeschieden | 33   |
| Sabina Surjan                         | Einzel     | Markéta Ševčíková       | 1:3          | Martine Toftaker     | 3:0      | Fu Yu              | 4:3           | Karoline Mischek                        | 4:0           | Shao Jieni                           | 2:4           | ausgeschieden | ausgeschieden | ausgeschieden | ausgeschieden | ausgeschieden | ausgeschieden | 9    |
| Sabina Surjan                         | Einzel     | Gaia Monfardini         | 3:1          | Bernadett Bálint     | 3:2      | Fu Yu              | 4:3           | Karoline Mischek                        | 4:0           | Shao Jieni                           | 2:4           | ausgeschieden | ausgeschieden | ausgeschieden | ausgeschieden | ausgeschieden | ausgeschieden | 9    |
| Andrea Todorović                      | Einzel     | Freilos                 | Freilos      | Freilos              | Freilos  | Andreea Dragoman   | 1:4           | ausgeschieden                           | ausgeschieden | ausgeschieden                        | ausgeschieden | ausgeschieden | ausgeschieden | ausgeschieden | ausgeschieden | ausgeschieden | ausgeschieden | 33   |
| Dragana Vignjević                     | Einzel     | Andreea Dragoman        | 1:3          | Sofia Xuan Zhang     | 3:0      | Han Ying           | 0:4           | ausgeschieden                           | ausgeschieden | ausgeschieden                        | ausgeschieden | ausgeschieden | ausgeschieden | ausgeschieden | ausgeschieden | ausgeschieden | ausgeschieden | 33   |
| Dragana Vignjević                     | Einzel     | Kornelija Riliskyte     | 3:1          | Inês Matos           | 3:1      | Han Ying           | 0:4           | ausgeschieden                           | ausgeschieden | ausgeschieden                        | ausgeschieden | ausgeschieden | ausgeschieden | ausgeschieden | ausgeschieden | ausgeschieden | ausgeschieden | 33   |
| Andrea Todorović Sabina Surjan        | Doppel     | —                       | —            | —                    | —        | Freilos            | Freilos       | Emilija Riliskyte / Kornelija Riliskyte | 1:3           | ausgeschieden                        | ausgeschieden | ausgeschieden | ausgeschieden | ausgeschieden | ausgeschieden | ausgeschieden | ausgeschieden | 17   |
| Andrea Todorović Sabina Surjan        | Doppel     | —                       | —            | —                    | —        | Freilos            | Freilos       | Linda Bergström / Christina Källberg    | 0:3           | ausgeschieden                        | ausgeschieden | ausgeschieden | ausgeschieden | ausgeschieden | ausgeschieden | ausgeschieden | ausgeschieden | 17   |
| Dragana Vignjević Izabela Lupulesku   | Doppel     | —                       | —            | —                    | —        | Freilos            | Freilos       | Reelica Hanson / Airi Avameri           | 3:1           | Ni Xialian / Sarah De Nutte          | 1:3           | ausgeschieden | ausgeschieden | ausgeschieden | ausgeschieden | ausgeschieden | ausgeschieden | 9    |
| Dragana Vignjević Izabela Lupulesku   | Doppel     | —                       | —            | —                    | —        | Freilos            | Freilos       | Kateřina Tomanovská / Zdena Blašková    | 3:1           | Ni Xialian / Sarah De Nutte          | 1:3           | ausgeschieden | ausgeschieden | ausgeschieden | ausgeschieden | ausgeschieden | ausgeschieden | 9    |
| Männer                                |            |                         |              |                      |          |                    |               |                                         |               |                                      |               |               |               |               |               |               |               |      |
| Marko Jevtović                        | Einzel     | Sam Walker              | 1:3          | Darius Movileanu     | 3:1      | Darko Jorgić       | 1:4           | ausgeschieden                           | ausgeschieden | ausgeschieden                        | ausgeschieden | ausgeschieden | ausgeschieden | ausgeschieden | ausgeschieden | ausgeschieden | ausgeschieden | 33   |
| Marko Jevtović                        | Einzel     | Abdullah Talha Yiğenler | 3:1          | Alexander Chen       | 3:0      | Darko Jorgić       | 1:4           | ausgeschieden                           | ausgeschieden | ausgeschieden                        | ausgeschieden | ausgeschieden | ausgeschieden | ausgeschieden | ausgeschieden | ausgeschieden | ausgeschieden | 33   |
| Aleksandar Karakašević                | Einzel     | Martin Allegro          | 0:3          | Martin Buch Andersen | 1:3      | ausgeschieden      | ausgeschieden | ausgeschieden                           | ausgeschieden | ausgeschieden                        | ausgeschieden | ausgeschieden | ausgeschieden | ausgeschieden | ausgeschieden | ausgeschieden | ausgeschieden | 73   |
| Aleksandar Karakašević                | Einzel     | Anton Limonow           | 3:1          | Martin Buch Andersen | 1:3      | ausgeschieden      | ausgeschieden | ausgeschieden                           | ausgeschieden | ausgeschieden                        | ausgeschieden | ausgeschieden | ausgeschieden | ausgeschieden | ausgeschieden | ausgeschieden | ausgeschieden | 73   |
| Dimitrije Levajac                     | Einzel     | Filip Radulović         | 3:0          | Freilos              | Freilos  | Jonathan Kjær Goth | 4:3           | Marcos Freitas                          | 0:4           | ausgeschieden                        | ausgeschieden | ausgeschieden | ausgeschieden | ausgeschieden | ausgeschieden | ausgeschieden | ausgeschieden | 17   |
| Dimitrije Levajac                     | Einzel     | Tamás Lakatos           | 3:1          | Freilos              | Freilos  | Jonathan Kjær Goth | 4:3           | Marcos Freitas                          | 0:4           | ausgeschieden                        | ausgeschieden | ausgeschieden | ausgeschieden | ausgeschieden | ausgeschieden | ausgeschieden | ausgeschieden | 17   |
| Dimitrije Levajac                     | Einzel     | Ignas Navickas          | 3:1          | Freilos              | Freilos  | Jonathan Kjær Goth | 4:3           | Marcos Freitas                          | 0:4           | ausgeschieden                        | ausgeschieden | ausgeschieden | ausgeschieden | ausgeschieden | ausgeschieden | ausgeschieden | ausgeschieden | 17   |
| Zsolt Peto                            | Einzel     | Andreas Levenko         | 2:3          | Georgios Stamatouros | 3:0      | ausgeschieden      | ausgeschieden | ausgeschieden                           | ausgeschieden | ausgeschieden                        | ausgeschieden | ausgeschieden | ausgeschieden | ausgeschieden | ausgeschieden | ausgeschieden | ausgeschieden | 65   |
| Zsolt Peto                            | Einzel     | Tugay Şirzat Yılmaz     | 3:0          | Tamás Lakatos        | 0:3      | ausgeschieden      | ausgeschieden | ausgeschieden                           | ausgeschieden | ausgeschieden                        | ausgeschieden | ausgeschieden | ausgeschieden | ausgeschieden | ausgeschieden | ausgeschieden | ausgeschieden | 65   |
| Dimitrije Levajac Andrei Putuntica    | Doppel     | —                       | —            | —                    | —        | Freilos            | Freilos       | Barish Moullet Loïc Stoll               | 3:0           | Alexis Lebrun Félix Lebrun           | 0:3           | ausgeschieden | ausgeschieden | ausgeschieden | ausgeschieden | ausgeschieden | ausgeschieden | 33   |
| Dimitrije Levajac Andrei Putuntica    | Doppel     | —                       | —            | —                    | —        | Freilos            | Freilos       | Tomáš Polanský Darko Jorgić             | 3:2           | Alexis Lebrun Félix Lebrun           | 0:3           | ausgeschieden | ausgeschieden | ausgeschieden | ausgeschieden | ausgeschieden | ausgeschieden | 33   |
| Zsolt Peto Marko Jevtović             | Doppel     | —                       | —            | —                    | —        | Freilos            | Freilos       | Anders Lind / Wang Yang                 | 1:3           | ausgeschieden                        | ausgeschieden | ausgeschieden | ausgeschieden | ausgeschieden | ausgeschieden | ausgeschieden | ausgeschieden | 33   |
| Aleksandar Karakašević Ľubomír Pištej | Doppel     | —                       | —            | —                    | —        | Freilos            | Freilos       | Jonathan Kjær Goth / Liam Pitchford     | 3:2           | Dang Qiu / Benedikt Duda             | 1:3           | ausgeschieden | ausgeschieden | ausgeschieden | ausgeschieden | ausgeschieden | ausgeschieden | 9    |
| Mixed                                 |            |                         |              |                      |          |                    |               |                                         |               |                                      |               |               |               |               |               |               |               |      |
| Aleksandar Karakašević Sabina Surjan  | Doppel     | —                       | —            | —                    | —        | Freilos            | Freilos       | Carlos Caballero / Sofia Xuan Zhang     | 2:3           | ausgeschieden                        | ausgeschieden | ausgeschieden | ausgeschieden | ausgeschieden | ausgeschieden | ausgeschieden | ausgeschieden | 33   |
| Dimitrije Levajac Izabela Lupulesku   | Doppel     | —                       | —            | —                    | —        | Freilos            | Freilos       | Carlos Caballero / Sofia Xuan Zhang     | 3:1           | Samuel Kulczycki / Katarzyna Węgrzyn | 1:3           | ausgeschieden | ausgeschieden | ausgeschieden | ausgeschieden | ausgeschieden | ausgeschieden | 9    |

### Triathlon
| Athleten          | Wettbewerb | Zeit      | Rang |
| ----------------- | ---------- | --------- | ---- |
| Männer            |            |           |      |
| Ognjen Stojanović | Einzel     | 1:47:51 h | 42   |

### Turnen
| Athleten       | Wettbewerb       | Qualifikation | Qualifikation | Finale        | Finale        | Rang |
| Athleten       | Wettbewerb       | Punkte        | Rang          | Punkte        | Rang          | Rang |
| -------------- | ---------------- | ------------- | ------------- | ------------- | ------------- | ---- |
| Männer         |                  |               |               |               |               |      |
| Ivan Dejanović | Reck             | 12,233        | 83            | ausgeschieden | ausgeschieden | 83   |
| Petar Vefić    | Barren           | 12,166        | 90            | ausgeschieden | ausgeschieden | 90   |
| Petar Vefić    | Boden            | 11,633        | 103           | ausgeschieden | ausgeschieden | 103  |
| Petar Vefić    | Pauschenpferd    | 10,266        | 107           | ausgeschieden | ausgeschieden | 107  |
| Petar Vefić    | Reck             | 12,600        | 63            | ausgeschieden | ausgeschieden | 63   |
| Petar Vefić    | Ringe            | 12,366        | 89            | ausgeschieden | ausgeschieden | 89   |
| Petar Vefić    | Mehrkampf Einzel | —             | —             | 72,597        | 62            | 62   |